# Озерне Приволля
Озерне Приволля (рос. Озерное Приволье) — населений пункт (тип: роз'їзд) у Карасуцькому районі Новосибірської області Російської Федерації.
Входить до складу муніципального утворення Благодатська сільрада. Населення становить 19 осіб (2010).

## Історія
Згідно із законом від 2 червня 2004 року органом місцевого самоврядування є Благодатська сільрада.

## Населення
| 2002 | 2007 | 2010 |
| ---- | ---- | ---- |
| 20   | ↗27  | ↘19  |